# نورویچ (ویرجینیا)
نورویچ (به انگلیسی: Norwich) یک منطقهٔ مسکونی در ایالات متحده آمریکا است که در رونوک، ویرجینیا واقع شده‌است. نورویچ ۲۹۲٫۰ متر بالاتر از سطح دریا واقع شده‌است. طبق سرشماری سال ۲۰۰۰ ایالات متحده، نورویچ ۶۵۲ نفر جمعیت دارد.